# Mustafa Ben Halim
Mustafa Ben Halim (àrab: مصطفى بن حليم, Muṣṭafà ibn Ḥalīm) (Alexandria, Egipte, 29 de gener de 1921 – 7 de desembre de 2021) fou un polític libi. Fou primer ministre de Líbia entre abril de 1954 i de maig 1957.